# Nagysápi-árok
A Nagysápi-árok a Gerecsében ered, Komárom-Esztergom vármegyében, mintegy 240 méteres tengerszint feletti magasságban. A patak forrásától kezdve előbb délkeleti irányban halad, majd Nagysáptól délkeletre eléri a Bajna-Epöli-vízfolyást. Nagysáptól délkeletre kb. 2 km-re felduzzasztották halastónak.

## Part menti település
- Nagysáp